# Milan I al Serbiei
Milan Obrenović (n. 22 august 1854, Mărășești, România – d. 29 ianuarie/11 februarie 1901, Viena, Austro-Ungaria) a fost din 1868/1872 până în 1882 ca Milan Obrenović al IV-lea, Prinț al Serbiei și din 1882 până în 1889 ca Milan I, rege al Serbiei.

## Biografie
Milan s-a născut la 22 august 1854, în conacul familiei mamei sale de la Mărășești.. S-a născut în exil, în Moldova, în timpul în care în Serbia domnea Casa de Karađorđević. Milan a fost fiul lui Miloš Obrenović (1829–1861), un nepot al prințului Miloș Obrenovici, mama lui o nobilă română din Moldova, Elena Maria Catargiu (cunoscută în Serbia ca Marija Obrenović). Bunicul patern al lui Milan a fost Jevrem Obrenović (1790–1881), fratele faimosului prinț sârb Miloș Obrenovici. Milan a avut o singură soră, Tomanija.
La scurt timp după nașterea lui Milan, părinții lui au divorțat. Doi ani mai târziu, la frageda vârstă de șapte ani, Milan și-a pierdut tatăl, care a servit ca mercenar în armata română și a căzut în 1861 în luptă împotriva turcilor lângă București; mama Maria a primit custodia legală. Mama sa a dus o viață lipsită de griji după moartea soțului ei și ca rezultat ea a arătat un interes scăzut copilului ei din căsătoria cu Miloš, astfel că s-a ajuns la un acord pentru tânărul Milan pentru a fi adoptat în mod legal de către vărul său Mihailo Obrenovici al III-lea, care devenise prinț conducător al Serbiei. Maria a trăit un stil de viață luxos aristocratic, devenind curând amanta domnitorul Alexandru Ioan Cuza cu care a avut doi copii - Sașa și Dimitrie.
Milan a fost mutat la Kragujevac la vârsta de șase ani, unde a fost îngrijit de educatori și guvernante. A urmat apoi Lycée Louis-le-Grand din Paris. A fost căsătorit cu Natalija Keško, de care a divorțat în 1888 din cauza numeroaselor afaceri și diferențe politice. 
După ce unchiul său Mihailo a căzut victimă unei tentative de asasinat în 1868, Milan, încă minor, a fost desemnat succesorul tronului princiar sârb. Până la împlinirea majoratului, în 1872, prim-ministrul și liderul liberalului sârb Jovan Ristić, prințul regent, a condus îndatoririle tânărului prinț. Ristić a păstrat regența chiar și după ce Milans a împlinit vârsta majoratului și a fost în cele din urmă înlocuit de liderul conservatorilor, Milutin Garašanin, fiul lui Ilija Garašanin. De-a lungul vieții, Milan Obrenović a rezistat rolului său de prinț constituțional sârb, ceea ce l-a adus în conflict serios cu elitele politice ale țării și, în final, a determinat căderea sa.
Zeci de ani mai târziu, odată ce Milan a devenit rege, detalii din viața personală a mamei sale au fost adesea folosite de către oponenții săi politici, în special de liderul Partidului Radical Popular Stojan Protić, care a mers până la acuzația falsă că tatăl regelui Milan este de fapt Alexandru Ioan Cuza. 
În perioada lui Milan, au apărut primele partide politice din Serbia: Partidul radical sub Nikola Pašić (1881), liberalii sub Jovan Ristić și Milans dețin Partidul Progresist (Srpska Nepredna stranka). Milan a consolidat sistemul militar din Serbia și a forțat transformarea armatei dintr-o miliție în armată permanentă. 
Planul lui Milan pentru dezarmarea oamenilor, au condus în 1883 la revolta țăranilor timerici, care a fost alimentată de radicalii lui Pašić. Cu toate acestea, revolta a fost strivită și Pašić a trebuit să fugă în Bulgaria pentru o perioadă scurtă de timp pentru a nu fi executat.
Deși politica externă a lui Milan s-a bazat inițial pe Rusia, aceasta a determinat atitudinea neprietenoasă a lui Alexandru al III-lea, cu ocazia unei vizite la Sankt Petersburg, în 1881, pentru a solicita asistență cu Austro-Ungaria. În 1881, fără cunoștința și consimțământul guvernului său, Milano a încheiat un acord secret cu Austro-Ungaria, în care Serbia s-a angajat, printre altele, să nu întreprindă pași de politică externă fără aprobarea Austro-Ungariei și să nu admită nicio propagandă împotriva Monarhiei Dunărene. Criticii guvernului sârb au văzut acordul ca pe o restricție nejustificată a suveranității, ceea ce a făcut din Serbia un stat vasal al Austro-Ungariei. Ca răspuns la semnarea acordului, Mihailo Piroćanac, președintele Consiliului de Miniștri, a venit cu o ofertă, demisia întregului guvern, dar Milan nu a acceptat.
Serbia a intrat într-o rivalitate acerbă cu Principatul Bulgariei, care era autonom din 1878 și al cărui prinț german Alexander von Battenberg, cu sprijinul Rusiei, a contestat rangul Serbiei. Când Bulgaria s-a unit cu Rumelia în 1885, Milan a văzut ca o pregătire pentru o campanie militară bulgară în Macedonia, și a declarat război Bulgariei. El a pierdut, cu toate acestea, la 7 noiembrie 1885, decisiva bătălie de la Slivnitsa împotriva bulgarilor și abia a scăpat de un dezastru militar, care a fost evitat doar cu ajutorul Austro-Ungariei. 
În timpul guvernării lui Milan, principatul sârb a obținut definitiv independența de Imperiul Otoman, în urma participării sale de succes la războiul ruso-turc din 1878 și la pacea ulterioară de la San Stefano. Ca urmare a proclamării României, regat, cu un an înainte, Regatul Serbiei a fost proclamat la 6 martie 1882; Cu această ocazie, împăratul Franz Joseph I l-a felicitat personal pe Milan.
În 1887, susținătorii Partidului Radical au încercat să-l asasineze pe Milan. Mai degrabă nepopular poporului, el a pierdut în fața publicului european, compromitându-și căsătoria cu nobila rusă Natalija Keško cu unele legături amoroase (printre care Jennie Churchill). În cele din urmă, a divorțat în 1888. Din căsătoria cu regina Natalija a rezultat fiul și viitorul moștenitor al tronului Aleksandar Obrenović. În martie 1889, în urma unui conflict violent între rege și guvernul ales, Milan a abdicat, în favoarea fiului său Aleksandar Obrenovic și a plecat din Serbia.
În 1893 Milan s-a întors din străinătate, și și-a recăpătat puterea prin sprijinul corpului de ofițeri și influența crescândă asupra fiului său. La 7 iulie 1899, un membru al Partidului Radical întreprinde din nou un atentat. În 1897 fiul său Alexandru I l-a numit chiar comandant-șef al armatei sârbe. Reînflorirea lui Milan a fost însă de scurtă durată, deoarece el a fost împotriva căsătoriei fiului său cu Draga Maschin, astfel a pierdut în 1900 orice influență asupra lui și a trebuit să părăsească Serbia din nou.
Milan s-a mutat la Viena, unde la scurt timp după aceea s-a îmbolnăvit de o severă pneumonie, care, în opinia medicilor imperiali, i-a lăsat puține șanse de supraviețuire. Milan I a murit la 11 februarie 1901 ca urmare a bolii. Trupul său a fost adus în Serbia și îngropat în Mănăstirea Cruședol.